# René Ortubé
René Marcelo Ortubé Betancourt (La Paz, Bolivia; 26 de diciembre de 1964) es un exárbitro de fútbol boliviano. Ha sido internacional desde el año 1993 y ha representado a su país en numerosos torneos internacionales. Ha arbitrado en Copas América, eliminatorias de la CONMEBOL y representó a su país en la Copa Mundial de Fútbol de 2002 donde dirigió el partido entre Suecia y Nigeria en Kōbe. Además de arbitrar tiene como profesión la de contable. 
Fue el árbitro principal en el famoso Centenariazo, durante la Clasificación de Conmebol para la Copa Mundial de Fútbol de 2006, en donde Venezuela venció 3:0 a Uruguay en el Estadio Centenario de Montevideo. Se retiró del arbitraje boliviano el año 2010 a mediados de año después de un arbitraje dudoso donde convalidó un gol discutido a favor de  Argentina en un partido de Eliminatorias entre Perú y Argentina.